# Reem Abdalazem
Reem Wail Abdalazem El-Bossaty (Guiza, Egipto, 25 de noviembre de 1992) es una nadadora sincronizada egipcia que compitió en los Juegos Olímpicos de 2008 y de 2012.

## Vida personal
El-Bossaty nació el 25 de noviembre de 1992 en Guiza, Egipto. La madre de El-Bossaty, Doaa Abdalazem compitió en los Campeonatos Acuáticos Mundiales FINA a los 21 años. Las aficiones de El-Bossaty incluyen el tenis y montar a caballo. El-Bossaty acudió al instituto El Alsson Británico y Americano. A partir de 2013, El-Bossaty mide 1,63 metros (5' 41/5") de alto y pesa 59 kilogramos (130,1 lb).

## Natación sincronizada
El-Bossaty es una nadadora sincronizada. Su logros incluyen estar en el primer puesto en Individual y cuarto en Dúo en la Copa Comen de 2007 en Ginebra, Suiza; primera en Individual y en Dúo en el Internacional Ruso de 2007; 11.º en Equipo en el Campeonato Mundial de Natación de 2007; 11.º en Dúo en el Abierto Suizo de Zúrich de 2007; 11.º en Equipo y Dúo en el Trofeo Mundial Sincro FINA de 2007; 15.º en Equipo y Dúo en el Campeonato Mundial  Junio de San Petersburgo de 2007; primera en Individual y Dúo en U20 en los Nacionales de Egitpo de 2008; primera en Individual y segunda en Dúo en U18 en la Copa de Egipto de 2008; clasificándose para los Juegos Olímpicos en Equipo y Dúo en las Clasificaciones Olímpicas CANA de 2008, tercera en Equipo en el Abierto de Japón; y octava en Técnico y Equipo Libro y Técnico y Dúo Libre en los Juegos Olímpicos de Pekín 2008.
Después de los Juegos Olímpicos, lo hizo muy bien en otras competiciones, incluyendo un octavo puesto en Equipo y Dúo en el Abierto de Madrid de 2007, participando en el Campeonato Mundial de Natación de 2009, octava en Individual en el Trofeo Mundial Sincro FINA de 2009, primera en Individual Libre, segunda en Técnica Individual, segunda en Dúo Libre y primera en Dúo Técnico en los Nacionales de Egipto 2009/2010, clasificándose en los Campeonato Mundial de Natación de 2011 para los Juegos Olímpicos de 2012 en las categorías de Dúo y Equipo, y primer puesto en la Copa de Egipto.
El-Bossaty compitió por Egipto con el equipo de natación sincronizada en los Juegos Olímpicos de Londres 2012. La rutina técnica del equipo egipcio recibió una puntuación de 77.600, y una puntuación de 78.360 por su rutina libre, consiguiendo una séptima posición en total.